# 内森·科恩
内森·科恩（英語：Nathan Cohen，1986年1月2日—），新西兰男子赛艇运动员。他曾代表新西兰参加2008年和2012年夏季奥林匹克运动会赛艇比赛，其中2012年奥运会获得一枚金牌。